# Matilde Téllez Robles
Matilde od Nejsvětějšího Srdce, F.M.M.E., rodným jménem Matilde Téllez Robles (30. května 1841, Robledillo de la Vera – 17. prosince 1902, Don Benito) byla španělská římskokatolická řeholnice, zakladatelka a členka kongregace Dcer Marie, Matky církve. Katolická církev ji uctívá jako blahoslavenou.

## Život
Narodila se dne 30. května 1841 v Robledillo de la Vera jako druhé ze čtyř dětí Félixi Téllezi Gómezovi a Basilei Roblese Ruiz. Pokřtěna byla 31. května téhož roku. Roku 1851 se s rodiči přestěhovala do obce Béjar v provincii Salamanca, kde ji rodiče zapsali na soukromou školu.
V dospívání pocítila povolání k zasvěcenému životu, přičemž pocítila silný odpor svého otce, který chtěl, aby se provdala. Po dlouhém rozjímání se rozhodla založit novou ženskou řeholní kongregaci, do které by také sama vstoupila. V tom našla podporu jak svého otce, který podlehl jejím touhám, načež získala od svého duchovního vůdce Manuela de la Olivy dům, v němž začala shromažďovat komunitu sester.
Dne 19. března 1875 založila kongregaci Dcer Marie, Matky církve, do které se svými společnicemi sama vstoupila a její komunita poté zahájila svoji činnost. Její kongregace pracovala s osiřelými dětmi (otevřela pro ně školu), ale také s chudými a nemocnými. Pomalým tempem se její kongregace rozrůstala o nové členky, pročež byl zřízen nový větší mateřský dům v Donu Benitu, kam se komunita přestěhovala v březnu 1879. Zde otevřela školu a noviciát pro nové kandidáty. Dne 29. června 1884 složila spolu s několika společnicemi řeholní sliby poté, co byla její kongregace schválena na diecézní úrovni. Kongregace se poté rozrůstala o nové řeholní domy.
Dne 15. prosince 1902 utrpěla mrtvici. Zemřela 17. prosince téhož roku v mateřském domě jí založené kongregace v Don Benito.

## Úcta
Její beatifikační proces započal dne 15. prosince 1977 čímž obdržela titul služebnice Boží. Dne 23. dubna 2002 ji papež sv. Jan Pavel II. podepsáním dekretu o jejích hrdinských ctnostech prohlásil za ctihodnou. Dne 12. dubna 2003 byl uznán zázrak na její přímluvu, potřebný pro její blahořečení.
Blahořečena pak byla dne 21. března 2004 na Svatopetrském náměstí papežem sv. Janem Pavlem II.
Její památka je připomínána 17. prosince. Bývá zobrazována v řeholním oděvu. Je patronkou jí založené kongregace.